# 9132 Walteranderson
9132 Walteranderson è un asteroide della fascia principale. Scoperto nel 1960, presenta un'orbita caratterizzata da un semiasse maggiore pari a 3,1159019 UA e da un'eccentricità di 0,1614960, inclinata di 2,58999° rispetto all'eclittica.